# Pammern (Kreis Heiligenbeil)
Pammern war ein Ort im Kreis Heiligenbeil in Ostpreußen. Seine Ortsstelle befindet sich heute im Munizipalkreis Rajon Bagrationowsk (Stadtkreis Preußisch Eylau) in der Oblast Kaliningrad (Gebiet Königsberg (Preußen)) der Russischen Föderation.

## Geographische Lage
Die Ortsstelle Pammerns liegt im Südwesten der Oblast Kaliningrad, elf Kilometer nordöstlich der früheren Kreisstadt Heiligenbeil (russisch Mamonowo) bzw. 41 Kilometer nordwestlich der heutigen Rajonshauptstadt Bagrationowsk (deutsch Preußisch Eylau).

## Geschichte
Das damalige Pomern wurde 1507 erstmals urkundlich erwähnt. Der aus einem kleinen Hof bestehende Ort hieß nach 1507 Palmern und nach 1629 Pammern.
Pammern war ein Wohnplatz bzw. Ortsteil von Wolittnick (russisch Primorskoje) im ostpreußischen Kreis Heiligenbeil. Die Landgemeinde Wolittnick gehörte zum Amtsbezirk Balga und wurde später in den Amtsbezirk Stuthenen umgegliedert. Im Jahre 1905 zählte der Hof Pammern acht Einwohner.
Mit dem gesamten nördlichen Ostpreußen wurde Pammern 1945 in Kriegsfolge an die Sowjetunion abgetreten. Danach verliert sich seine Spur, denn weder ist eine russische Namensgebung noch eine Zugehörigkeit zu einem Dorfsowjet bekannt. Der Ort gilt offiziell als untergegangen. Seine Ortsstelle liuegt im Rajon Bagrationowsk (Stadtkreis Preußisch Eylau) in der russischen Oblast Kaliningrad (Gebiet Königsberg (Preußen)).

## Religion
Pammern war bis 1945 in das Kirchspiel der evangelischen Kirche Bladiau (russisch Pjatidoroschnoje) in der Kirchenprovinz Ostpreußen der Kirche der Altpreußischen Union eingegliedert.

## Verkehr
Die nur schwerlich aufzufindende Ortsstelle Pammerns liegt an einem Landweg, der Primorskoje (Wolittnick) an der Regionalstraße 27A-020 (frühere russische Fernstraße A 194, ehemalige deutsche Reichsstraße 1) mit Moskowskoje (Partheinen) verbindet. Wolittnick war bis 1945 Bahnstation an der Preußischen Ostbahn (Berlin–Königsberg). Heute ist Primorskoje Nowoje Haltepunkt an der nur noch im Abschnitt Kaliningrad–Mamonowo befahrenen Strecke.